# Osnovna šola
Osnovna šola je uradna ustanova, ki izvaja zakonsko določeno izobraževanje.
V Sloveniji je obiskovanje osnovne šole obvezno za vse otroke, ko dosežejo zahtevano starost. 
Osnovna šola je bila osemletna do leta 2000, ko je bila postopoma uvedena devetletna osnovna šola. S tem so vsi, ki so obiskovali osemletno osnovno šolo, iz petega šli v sedmi razred, v šolskem letu 2007/08 pa se je v Sloveniji šolala zadnja generacija s petimi osemletnimi in tremi devetletnimi razredi.
Šolanje se lahko nato prostovoljno nadaljuje na srednji šoli, denimo na gimnaziji.